# Zeitfreiwilligenverband

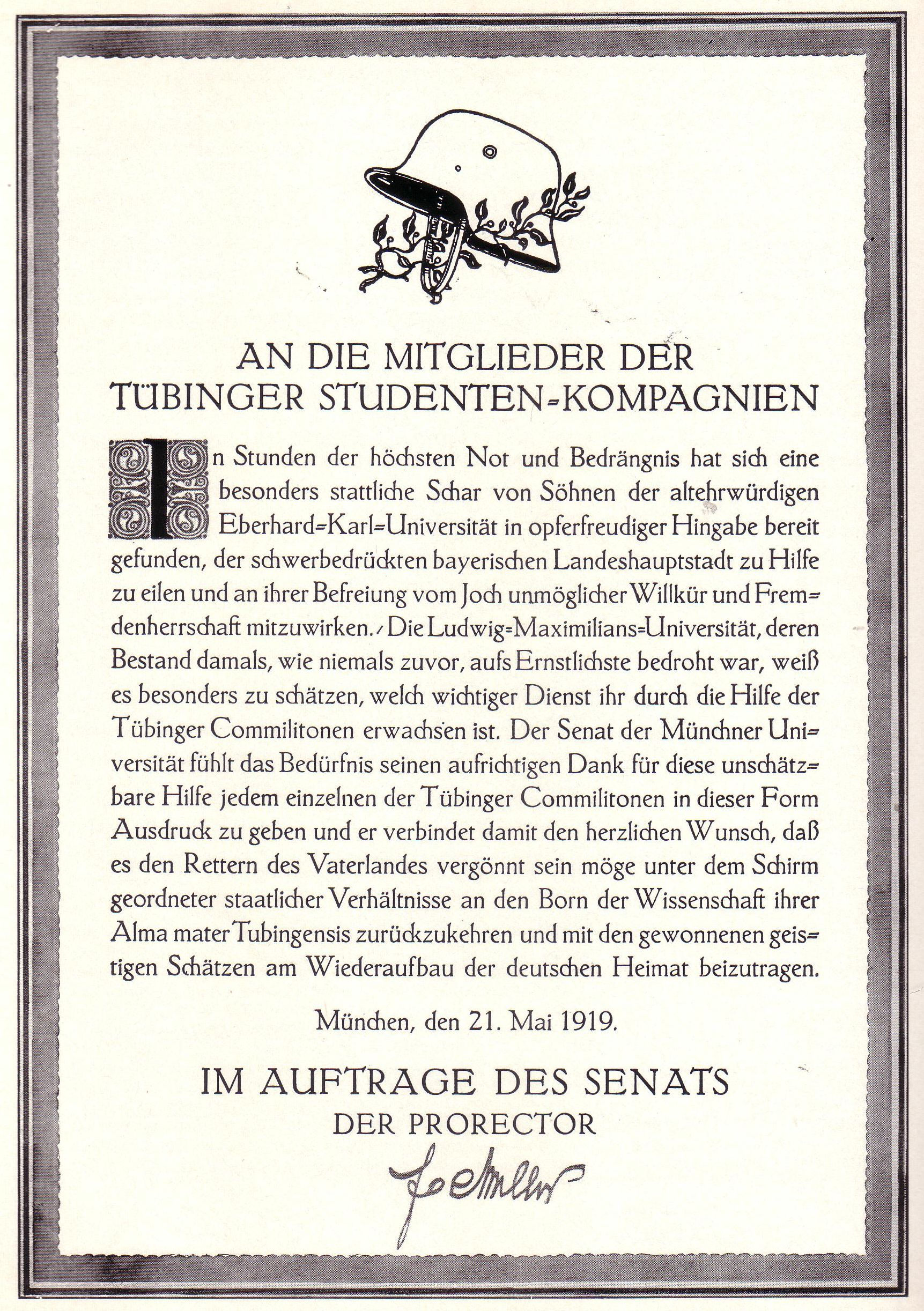
Münchner Dank

Zeitfreiwilligenverbände waren Hilfstruppen aus kriegserfahrenen und unausgebildeten Freiwilligen zur Sicherung der jungen Weimarer Republik.

## Geschichte
Anfang 1919 fehlten dem Deutschen Reich wirksame Machtinstrumente. Das Deutsche Heer war aufgelöst worden. Der Reichswehrminister Gustav Noske wurde mit der Aufstellung einer neuen Armee beauftragt. Da es keine Wehrpflicht mehr gab und sie von den erwarteten Friedensverträgen nicht zugelassen würden, musste Noske zu provisorischen Maßnahmen greifen, um wieder eine funktionsfähige bewaffnete Macht zu schaffen und innere und äußere Bedrohungen der Republik abzuwehren. Ermöglichen sollten das sog. Zeitfreiwillige, die bis zum 1. Oktober 1919 für nur jeweils drei Monate eingezogen werden sollten. Die Reichsregierung rief besonders die Studenten auf, sich zu einem Zeitfreiwilligenverband zu melden. Nach Noskes Worten sollten sie in den Einheiten als „moralische Korsettstangen“ fungieren. Die aus dem Ersten Weltkrieg heimgekehrten Studenten – oft junge Offiziere – waren zurückhaltend; denn sie wollten ihr Studium fortsetzen und beenden. Trotzdem meldeten sich viele als Zeitfreiwillige bei den örtlichen Truppenteilen. Für die neue Republik hegten sie nur geringe Sympathien. Es ging ihnen um die Erhaltung des Staates an sich.

### Württemberg

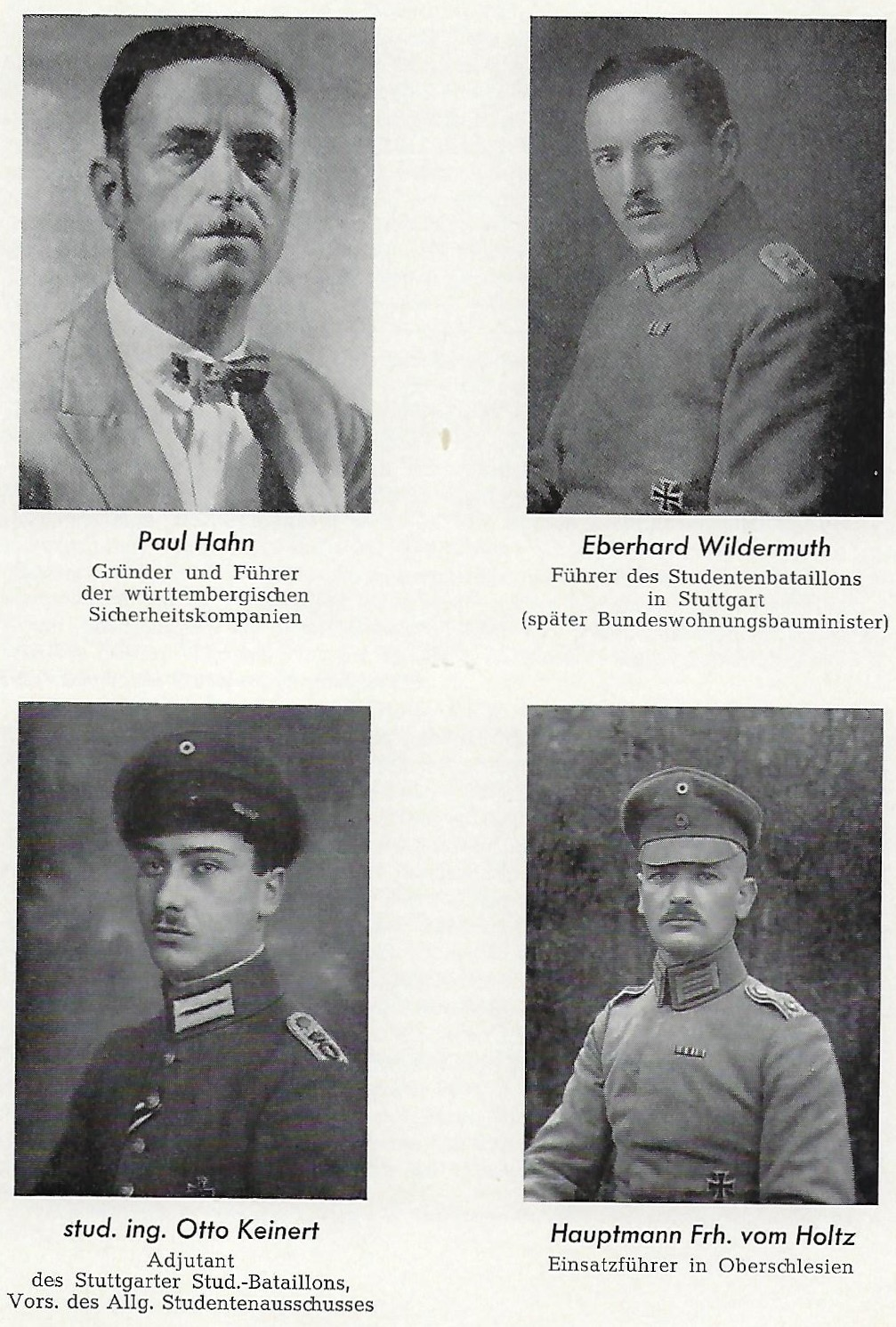
Württembergische Führer

Auf Wunsch der Eberhard Karls Universität Tübingen, der Technischen Hochschule Stuttgart und der Landwirtschaftlichen Hochschule Hohenheim stellten Paul Hahn, Eberhard Wildermuth und Otto Keinert 1919/21 Sicherheitskompanien und Studentenbataillone auf. Eingesetzt wurden sie in Stuttgart zur Abwehr spartakistischer Kampfgruppen „in ungezählten Stoßpatrouillen, bei Alarmen und Absperrmaßnahmen, bis zur Durchführung der Wahl zur Deutschen Nationalversammlung (19. Januar 1919) wie zur Wahl zur Verfassunggebenden Landesversammlung am 12. Januar 1919, und damit die Voraussetzungen verfassungsmäßiger Neuordnung gesichert waren“. Später gab es weitere Einsätze bei Unruhen in Esslingen am Neckar und Stuttgart und im April 1919 bei der Befreiung Augsburgs und Münchens vom Rätekommunismus. Ein Einsatz der Stuttgarter Studentenkompanie erfolgte bei den Aufständen in Oberschlesien. Erst Ende 1920 war die Gefahr eines Bürgerkrieges gebannt.

### Leipzig
Als General Georg Maercker im Mai 1919 Leipzig im Sinne der Reichsregierung von den Spartakisten gesäubert hatte, rief er zur Aufrechterhaltung der Ordnung die Studenten auf. Sie gründeten daraufhin das „Zeitfreiwilligenregiment Leipzig“. Es zählte rund 4000 Mann zu vier Bataillonen mit jeweils vier Kompanien. Den Kern des Regiments bildeten die im örtlichen Waffenring vereinigten schlagenden Verbindungen. Am Kragen der Uniform trugen die Zeitfreiwilligen das Lindenblatt, das Zeichen Leipzigs. Zum erfolgreichen Einsatz kamen sie im März 1920 gegen 15.000 Spartakisten, die die Macht in Leipzig anlässlich des Kapp-Putsches an sich reißen wollten, wie es in einer Darstellung von Otto Friedberg, der selbst in dem Zeitfreiwilligenregiment war, heißt.
In den Kämpfen in Leipzig seit März 1920 sind unter den gefallenen Zeitfreiwilligen zwei Studenten der Universität Leipzig sicher als solche auszumachen. Das waren Karl Ernst Siebers von der Landsmannschaft Grimensia Leipzig und Karl Köhler von der Turnerschaft Variscia Leipzig. Die Ereignisse des Kapp-Lüttwitz-Putsches waren laut Siegfried Hoyer direkt mit der Universität Leipzig und ihren Studenten verbunden und nahmen in der Stadt einen besonders dramatischen Lauf und forderten insgesamt durch die Kämpfe in der Endphase etwa 150 Tote. Die Kräftesituation in Leipzig fasste Hoyer so zusammen: Die Nachricht vom Sturz der Regierung in Berlin erreichte bald Leipzig. Der örtliche Reichswehrbefehlshaber, Senfft von Pilsach, stand auf Seiten der Republik, verfügte aber kaum über Soldaten. Eine Sicherheitspolizei zur Aufrechterhaltung der öffentlichen Ordnung war nicht einsatzfähig. Deshalb mobilisierte Senfft von Pilsach das Zeitfreiwilligenregiment, dem zahlreiche Studenten angehörten. Es sammelte sich auf der Rennbahn, besetzte wichtige Punkte in der Innenstadt und riegelte diese nach außen ab. Die große Mehrheit in der dieser Truppe hegte keine Sympathien für "die Linken" und stand dem sozialen Anliegen der Arbeiterschaft völlig verständnislos gegenüber. Die Antipathie war gegenseitig. Die Zeitfreiwilligen wollten die Staatsmacht schützen, ob unter allen Umständen auch die gegenwärtige Republik war fraglich. Deshalb waren sie nicht a priori auf Seiten der Putschisten. Bei den Aktionen in der Stadt Leipzig mit dem Ziel die Ordnung wiederherzustellen, schossen die Zeitfreiwilligen sicher auch über das Ziel hinaus. Zu den wohl überflüssigen Aktionen zur Wiederherstellung der Ordnung durch die Reichswehr dürfte der Sturm auf das Volkshaus in der Zeitzer Straße (heute Karl-Liebknecht-Straße), zählen, welches dabei in Brand geriet. Insgesamt herrschte Bürgerkrieg in Leipzig.
Am 2. Dezember 1934 wurde im Palmengarten in Leipzig ein Kriegerverein „Ehemaliges Zeitfreiwilligen-Regiment Leipzig“ gegründet, das sich dem Kyffhäuserbund anschloss.

### Halle
Große Bedeutung gewannen Zeitfreiwillige 1919/20 in der Befriedung von Halle (Saale) – vor den Märzkämpfen in Mitteldeutschland.

#### Hintergrund
Die Stadt hatte schon vor dem Ersten Weltkrieg die Bezeichnung „Rotes Herz Mitteldeutschlands“ erhalten. Nach dem Krieg war sie die Hochburg des Spartakusbundes. Die unumschränkte Herrschaft des Arbeiter- und Soldatenrats stützte sich militärisch auf die „Sicherheitswehr“, die von der Unabhängigen Sozialdemokratischen Partei Deutschlands eingerichtet worden war; sie bestand aber „im wesentlichen aus unsauberen Elementen und wurde ihrer Aufgabe als Ordnungstruppe nicht gerecht“. Ab Januar 1919 hatten Halles Bürger unter linksradikalem Terror schwer zu leiden, zumal noch eine disziplinlose schwerbewaffnete Matrosenkompanie eingetroffen war. Zwei große Protestkundgebungen des Bürgertums brachen im Gewehr- und MG-Feuer der Aufrührer zusammen. Der vom „Aktionsausschuß der Arbeiterschaft Mitteldeutschlands“ am 23. Februar 1919 ausgerufene Generalstreik zielte nur auf den Sturz der Kabinetts Scheidemann. Er brachte den gesamten Verkehr Mitteldeutschlands zum Erliegen. Wasser, Gas und Strom gab es nur sehr beschränkt. Im Chemischen Institut der Universität mussten die Studenten von Mitternacht bis 03.00 Uhr arbeiten, um ihr Praktikum zu absolvieren. Die Lebensmittelversorgung und die Kohlenbelieferung stockten. Am 25. Februar antwortete die Bürgerschaft mit einem Gegenstreik. Kein Arzt leistete Hilfe, Sparkassen, Banken, Apotheken und ein Teil der Geschäfte waren geschlossen. Kein Bäcker oder Fleischer war noch tätig, zumal der Nachschub an Mehl und Fleisch ausblieb. Gegen Vandalismus, Brandstiftungen und Anarchie konnte die Einwohnerwehr nichts ausrichten. Auf die Angehörigen des Infanterie-Regiments 36 und des Artillerie-Regiments 75 war kein Verlass. An den Plünderungen beteiligten sich Angehörige der spartakistischen Sicherheitswehr wie der Fliegerersatzabteilung 14. Teile der ohnehin dürftig ausgerüsteten Bürgerwehr wurden entwaffnet, andere lösten sich auf und verschwanden aus der Öffentlichkeit. Hilfe kam am 1. März 1919 von General Maercker und dem 1. Landesjägerkorps. Der Hallenser Hauptbahnhof wurde besetzt und abgeriegelt. Die Truppe bezog Quartier in der Hauptpost. Zum Hauptquartier wurde das gegenüberliegende Hotel Stadt Hamburg (1838–1945). Das 250 m entfernte Stadttheater hatten die Spartakisten in Beschlag genommen. In den Grünanlagen zwischen Hotel und Theater wurde tage- und nächtelang gekämpft. Der Hass breitester Volksschichten gegen die Ordnungsmacht – die Diktatur der „Noskegarde“ – nahm von Tag zu Tag zu. Erbitterte und verlustreiche Straßenkämpfe im Weichbild der Stadt zwischen Patrouillen der Landesjäger und Heckenschützen oder bewaffneten Plünderern waren die Folge. Landesjäger wurden umringt, entwaffnet und misshandelt, Maschinengewehre, Stahlhelme und Karabiner zerschlagen, die Bespannpferde ausgeschirrt und weggeführt. Der zivil gekleidete Oberstleutnant v. Klüber wurde niedergeschlagen, in die Saale geworfen, beschossen und von Frauen und Jugendlichen am Ufer zurückgetrieben, bis er ertrank. Unter größter Anteilnahme der Bevölkerung wurden sieben Landesjäger am 7. März 1919 auf dem Gertraudenfriedhof (Halle) beigesetzt.

#### Studentische Hilfe

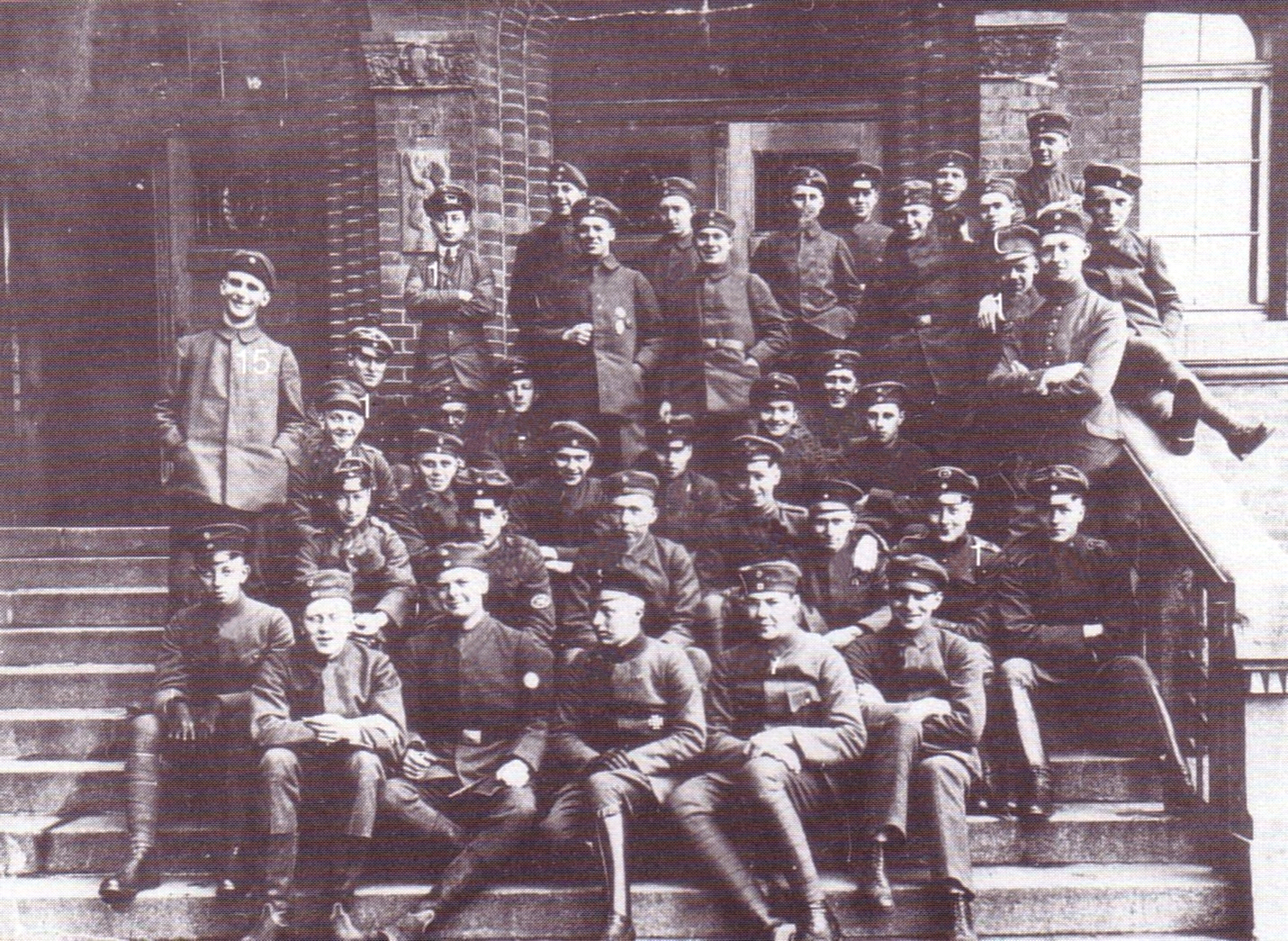
Hallenser Zeitfreiwillige

Am zweiten Tag nach dem Eintreffen in Halle trat das Jägerkorps an die Studentenverbindungen in Halle heran. Unter Vermittlung von Eggert Reeder bat es sie um Unterstützung. Die Angehörigen der sechs Corps im Hallenser Senioren-Convent meldeten sich rasch und ausnahmslos. Es folgten die Angehörigen des Waffenrings und freier Korporationen. Der Anteil nichtkorporierter Studenten blieb sehr gering. Das Garnisonskommando bestimmte Reeder als Führer der nun aufgestellten 3. Streifkompanie des Freikorps Halle. Sie bestand aus drei Hundertschaften. In der Artilleriekaserne untergebracht, hatten sie zunächst vor allem mit Läusen zu kämpfen. Da in allen Verbindungen viele Kriegsoffiziere aktiv geworden waren, entstand bald eine kampfstarke Truppe. Ein unmittelbarer Kampfeinsatz war nicht mehr notwendig. Das Theater mit den Spartakisten war unter Zuhilfenahme eines Minenwerfers gestürmt und besetzt worden. Zu sichern war das Gefängnis, der Rote Ochse. Mühsam und gefährlich, aber viel erfolgreicher als erwartet war die systematische Absperrung und Durchsuchung von Häuserblocks. 200 Plünderer konnten festgenommen, große Waffenmengen beschlagnahmt und viel Plündergut im Hauptbahnhof sichergestellt werden.

#### Dank

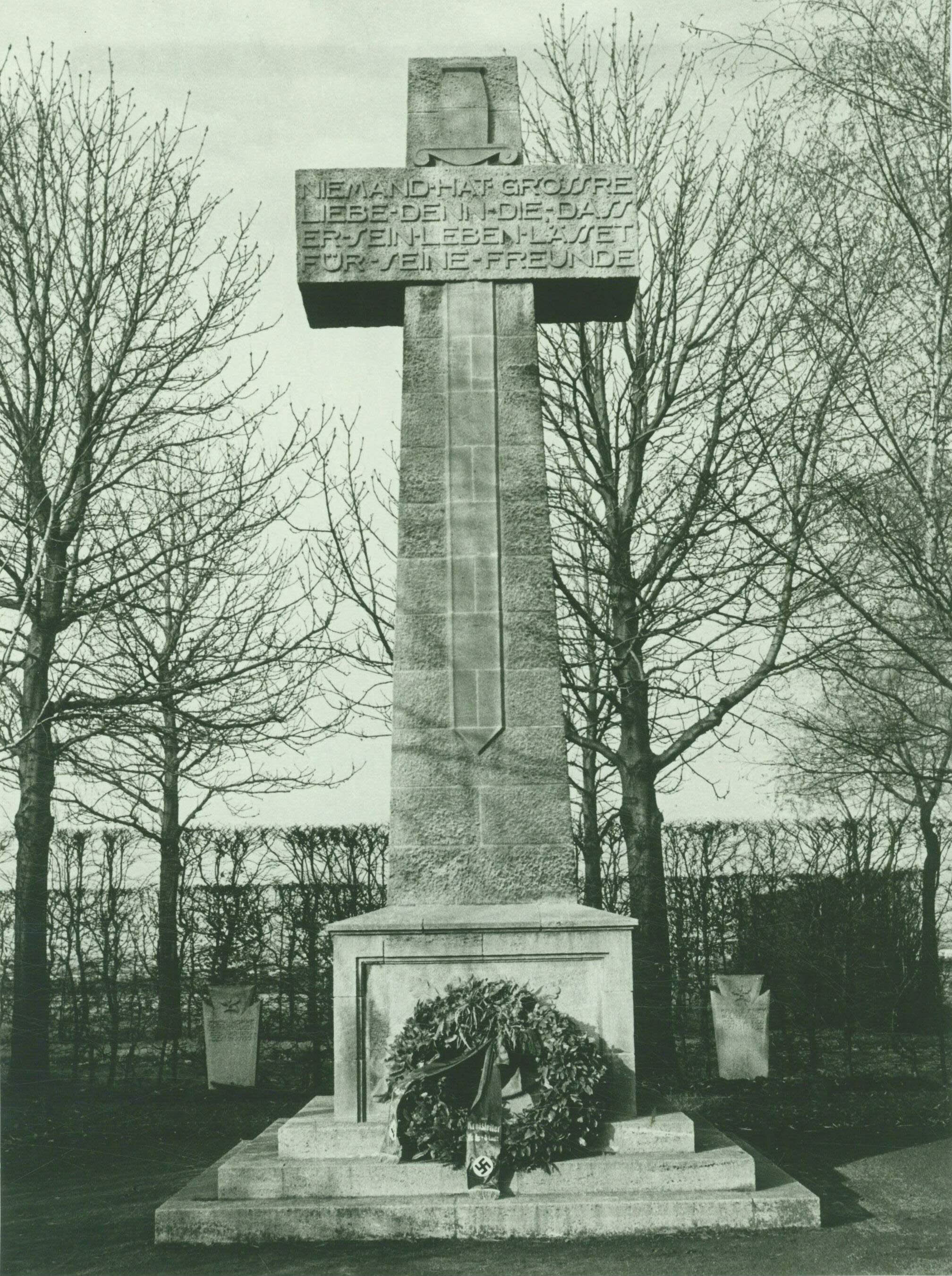
Zeitfreiwilligendenkmal (1937)

Schon 1921 errichtete die Stadt Halle auf dem Gertraudenfriedhof ein Denkmal für die Zeitfreiwilligen. Nach 1945 nicht zerstört, sondern nur von seinen „militaristischen“ Zeichen befreit, steht es noch heute.

### Göttingen
Von eher provinzieller Bedeutung war die Kompanie in Göttingen. Sie bestand aus drei Zügen:
1. Bremensia, Saxonia, Hannovera
2. Brunsviga, Hercynia, Hildeso-Guestphalia, Teutonia
3. Lunaburgia, VDSt, Mathematischer Verein

Im Rathaus von Heiligenstadt hatten die Zeitfreiwilligen Maschinengewehre zu bewachen, die (zufällig) am Tage des Kapp-Putsches eingetroffen waren. Sie befreiten den Landrat Fritz von Christen, machten 80 Gefangene und erbeuteten 500 Infanteriegewehre und einige Maschinengewehre. Zu den Göttinger Zeitfreiwilligen gehörten Werner Kyrieleis, Rudolf Diederichs, Hans Adler und Herbert Nöhring.

## Rückblick
Über die Zeitfreiwilligen berichten Hans Karl Müller und besonders Wilhelm Kohlhaas. Die Akademikerwehren trugen zusammen mit anderen Kräften einen „bescheidenen Anteil“ zur Rettung des Staates bei.

„Dieser aber steht ihnen zu, obwohl es in der Weimarer Republik, zu deren Verhängnis, am Bemühen um das Verstehen staatserhaltender Leistungen so sehr gefehlt hat … Bei der Studentenwehr war nie nach Belohnung gefragt worden … Für die Freiwilligen der Studentenwehren blieb der Einsatz gegen Deutsche stets eine dura necessitas, eine mit Widerstreben übernommene Pflicht ohne Kampfbegier und Abenteuerlust, von der man sich erleichtert zum Studium zurückwandte.“